# Вагнер, Георгий Карлович
Гео́ргий Ка́рлович Ва́гнер (6 [19] октября 1908, Рязанская губерния — 25 января 1995, Москва) — советский и российский учёный, философ

, искусствовед, историк искусства, доктор искусствоведения и почётный гражданин города Рязани. Известный исследователь древнерусского искусства Новгорода, Суздаля, Пскова, Костромы, Владимира, Рязани. В 1937 году подвергся репрессиям, реабилитирован.

## Биография
Родился 6 (19) октября 1908 года в Спасске Рязанской губернии. Один его прадед — контр-адмирал Николай Викулович Головнин, другой — статский советник (с 1891 г.), провизор (с 1861 г.) Август Андреевич Вагнер, награждённый 18 апреля 1899 года орденом Св. Владимира 4-й степени и, вследствие этого, имевший право на потомственное дворянство.
В 1926 году семья переехала в Рязань, где Георгий Вагнер поступил в художественный техникум, по окончании которого в 1930 году был оставлен преподавателем цветоведения, также преподавал ИЗО первокурсникам.
С 1933 года работал в Рязанском областном краеведческом музее (в картинной галерее), где начал заниматься изучением древнерусской архитектуры в Рязанском крае.
Выступал против сноса в Москве Сухаревой башни, что не осталось незамеченным властями и в 1937 году он был арестован и провёл десять лет в магаданских лагерях, работал на золотых приисках Колымы. В 1947 году вернулся в Рязань и стал работать преподавателем рисунка и истории искусства в родном училище. Однако, в 1949 году он был вновь арестован и получил пожизненную административную ссылку в Красноярский край, где стал работать в геологических партиях чертёжником. После смерти Сталина и реабилитации поступил на работу в Институт археологии Академии наук СССР на должность старшего лаборанта, где работал под руководством Н. Н. Воронина.
В 1968 году представил к защите кандидатскую диссертацию, но по настоянию академика Б. А. Рыбакова ему в особом порядке (вследствие исключительной значимости научных трудов) была присуждена степень доктора искусствоведения. Официальными оппонентами на защите были член-корреспондент АН СССР А. В. Арциховский, профессора В. Д. Блаватский, О. И. Подобедова и С. О. Шмидт.
В 1980 году он был награждён золотой медалью Академии художеств СССР. В 1983 году получил Государственную премию СССР. В 1992 году Рязанским городским советом ему было присуждено звание Почётного гражданина города Рязани.
Похоронен на Ваганьковском кладбище.

### Память
Имя Г. К. Вагнера в 1998 году присвоено Рязанскому художественному училищу, которое 4 декабря 2008 года отметило своё 90-летие, и Спасскому историко-археологическому музею.

## Научная деятельность
Основной круг научных интересов: владимиро-суздальская архитектура и монументальная скульптура (в частности несколько работ учёного посвящены так называемому Святославову кресту из Георгиевского собора города Юрьев-Польский), древнерусская скульптура XIV —- начала XVI веков, зодчество Древней Рязани, общие вопросы теории искусства. Автор ряда фундаментальных научных трудов.
В составе Ангарской археологической экспедиции под руководством академика А. П. Окладникова исследовал народное искусство Восточной Сибири. Реконструировал систему скульптурного декора Георгиевского собора в Юрьеве-Польском, изучал иконографию древнерусской пластики и проблему зарождения жанров в домонгольском искусстве.